# Asocijacija Radioamatera u Bosni i Hercegovini
Die Asocijacija Radioamatera u Bosni i Hercegovini (ARABiH) (deutsch wörtlich: „Amateurfunkverband in Bosnien und Herzegowina“), ist die nationale Vereinigung der Funkamateure in Bosnien und Herzegowina.
Der Verband ist Mitglied der International Amateur Radio Union (IARU Region 1), der internationalen Vereinigung von Amateurfunkverbänden, und vertritt dort die Interessen der Funkamateure des Landes.
Er hat etwa 3000 Mitglieder, die in mehr als 40 Radio-Clubs organisiert sind.
Der Verband bietet seine Hilfe in Notlagen und Katastrophenfällen an. Er organisiert für seine Mitglieder Funkwettbewerbe und bietet einen kostenlosen QSL-Kartendienst an.